# Новое (Ровненская область)
Новое (укр. Нове) — село в Подлозцевской сельской общине Дубенского района Ровненской области Украины.
До 2020 года входило в Млиновский район.
Население по переписи 2001 года составляло 192 человека. Почтовый индекс — 35133. Телефонный код — 3659. Код КОАТУУ — 5623889004.